# American Traitor: The Trial of Axis Sally
American Traitor: The Trial of Axis Sally  este un film american dramatic din 2021 regizat de Michael Polish după un scenariu de Vance Owen și Darryl Hicks, bazat pe cartea Axis Sally Confidential, de William E. Owen. Rolurile principale au fost interpretate de actorii Al Pacino, Meadow Williams, Swen Temmel, Thomas Kretschmann și Mitch Pileggi.

## Prezentare
Se bazează pe viața lui Mildred Gillars, o cântăreață și actriță americană care, în timpul celui de-al Doilea Război Mondial, a făcut la radio propagandă nazistă trupelor americane și familiilor acestora de acasă.   Gillars și avocatului ei Laughlin se luptă să-i răscumpere reputația.

## Distribuție
- Al Pacino - James Laughlin, un avocat care a reprezentat-o pe Gillars după ce a fost adusă în judecată pentru trădare
- Meadow Williams - Mildred Gillars
- Swen Temmel - Billy Owen
- Thomas Kretschmann - Joseph Goebbels, Ministrul Propagandei Publice în timpul regimului nazist
- Mitch Pileggi - John Kelley, procurorul de la procesul lui Gillars
- Lala Kent - Elva
- Carsten Norgaard - Max Otto Koischwitz
- Drew Taylor - Randy

## Producție
Filmările au avut loc în Dorado, Puerto Rico în februarie 2019.

## Lansare și primire
În aprilie 2021, Vertical Entertainment și Redbox Entertainment au achiziționat drepturile de distribuție nord-americane ale filmului și l-au stabilit pentru lansare la 28 mai 2021.
Site-ul web de Rotten Tomatoes a chestionat 21 de critici și a evaluat trei ca fiind pozitive și 18 ca negative pentru un rating de 14%.